# بوهدانيفكا (دنيبروبيتروفسكا)
بوهدانيفكا (Богданівка) هي مدينة في مقاطعة دنيبروبيتروفسكا في أوكرانيا.